# Cova de la Platja
La cova de la Platja és una cova del terme de Castell de Mur, (Pallars Jussà]), inclosa a l'Inventari del Patrimoni Arqueològic i Paleontològic de Catalunya.
Es troba a l'antic terme de Guàrdia de Tremp. Es tracta d'un topònim romànic descriptiu, ja que en aquest lloc la Noguera Pallaresa forma una petita platja a la seva riba dreta. És al Congost de Terradets, una mica a sud del lloc on el barranc del Bosc s'aboca en la Noguera Pallaresa, gairebé al nivell de la carretera C-13. Per damunt seu hi ha la Cova de Té-do'm, i per dessota, la surgència de la Cova de la Platja. És una cova procedent d'una antiga surgència de les que drenaven el Serra del Montsec. Presenta una galeria ascendent que té un pou en el seu extrem, on s'obre també una galeria descendent cap a la llevant que porta a una segona cavitat, que només queda 6 metres per damunt del curs del riu.